# Zora Dirnbach
Zora Dirnbach (n. 22 august 1929, Osijek, cantonul Osijek-Baranja, Croația – d. 19 aprilie 2019, Zagreb, Croația) a fost o jurnalistă, scriitoare și scenaristă evreică croată⁠(d).

## Biografie
S-a născut în 22 august 1929 la Osijek. Tatăl ei era evreu, iar mama ei era o catolică austriacă care s-a convertit la iudaism în 1922. A crescut împreună cu sora ei, Gertruda. Tatăl ei deținea fabrica de hârtie „Mursa Mill” din Osijek. Deși a fost botezată creștină de familia ei în timpul celui de-al Doilea Război Mondial în încercarea de a-i salva viața, Zora Dirnbach s-a considerat o evreică croată atee. Mama le-a botezat pe Zora și pe sora ei la o biserică la începutul războiului, plătindu-l pe preot să falsifice data botezului lor.
Cu toate acestea, membrii familiei Dirnbach nu au putut să evite stigmatul originii lor evreiești. Gertrude nu a îndrăznit să meargă la școală nici după botez, în timp ce Zora a făcut-o. Mama ei dorea ca ea să se simtă egală cu restul copiilor de vârsta ei și să scape de sentimentul de inferioritate care era impus evreilor la acea vreme. În timpul școlii, Zora a avut mai multe situații neplăcute când anumiți elevi au urmărit-o și au spus că „miroase aici a jidaucă”, dar unii dintre colegii ei au apărat-o. Un lagăr de concentrare a fost amplasat în casa natală a Zorei din Osijek, care făcea parte dintr-un grup de clădiri de lângă fabrica părăsită a tatălui ei. Pe măsură ce fabrica a fost mutată într-o altă parte a orașului la mijlocul anilor 1930, au rămas hale și depozite goale, care au constituit pentru ustași un loc ideală pentru un lagăr temporar. Aici au fost adăpostiți timp de o lună bătrânii și copiii foarte mici înainte ca, la 22 august 1942, să fie îmbarcați în vagoane de vite și trimiși în lagărele de la Auschwitz și la Jasenovac. Mama și sora Zorei au supraviețuit Holocaustului, dar mulți membri ai familiei ei nu au supraviețuit. Printre membrii uciși ai familiei Dirnbach se numără bunica Zorei, Hermina Glatter-Dirnbach, care a fost ucisă de ustași la Jasenovac, cu o lovitură de ciocan în cap, și unchiul Samuel Dirnbach, mătușa Giza Dirnbach, vărul Alfred Dirnbach și multe alte rude. O parte a familiei Zorei, inclusiv tatăl ei, au evadat în Italia.
Zora Dirnbach a studiat istoria artei la Facultatea de Filosofie⁠(d) a Universității din Zagreb. Începând din 1949 a lucrat ca jurnalistă și redactoare la secția culturală a unor ziare cotidiene și la Radio Zagreb⁠(d). În anul 1958 a fost angajată ca dramaturg la programul 1 al Radio Zagreb, iar în perioada 1963–1991 a lucrat ca dramaturg și redactor la departamentul Teatru TV al Radio-Televiziunii Zagreb⁠(d) (acum Radioteleviziunea Croată). Zora Dirnbach a scris trei scenarii de film (inclusiv pentru filmul premiat Deveti krug⁠(d)), peste o duzină de adaptări ale unor piese de teatru radiofonic (dintre care majoritatea au fost jucate în străinătate), scenarii de filme TV și a două seriale de televiziune și, în plus, a dramatizat și tradus un număr mare de piese radiofonice și de televiziune. A predat timp de câțiva ani, în calitate de profesor asociat, un curs de dramaturgie TV la Academia de Artă Dramatică a Universității din Zagreb⁠(d). A participat la mai multe congrese internaționale ale dramaturgilor TV europeni, care au avut loc la Viena, Stockholm, Londra, Copenhaga, München și Monte Carlo. Piesa de teatru radiofonic Alkimonova jabuka și filmul de televiziune Taj dugi, dugi put⁠(d) au fost incluse în diverse antologii autohtone și străine de texte de piese radiofonice și de televiziune.
Ea a publicat mai multe romane și volume de proză scurtă și a fost membră a Societății Scriitorilor Croați⁠(d). Scrierile Zorei Dirnbach au fost inspirate de tragedia Holocaustului, precum și de tragedia personală și familială, aducând o contribuție neprețuită la cunoașterea istoriei comunității evreiești din Zagreb. S-a implicat permanent în cadrul consiliului comunității evreiești din Zagreb: a condus comitetul de informare al comunității evreiești din Zagreb și a adus, de asemenea, servicii importante comunității. Zora Dirnbach a murit pe 19 aprilie 2019.

## Premii
Zora Dirnbach a obținut mai multe premii în cariera ei:
- premiul pentru scenariu la primul concurs anonim iugoslav pentru scenarii de film de la Sarajevo (1956);
- premiul Arena de Aur pentru filmul anului la Festivalul de Film de la Pula (1960) – pentru filmul [[{{{2}}}|Deveti krug]]⁠(sh)[traduceți] și
- un premiu la concursul anonim al Teatrului Național Croat⁠(d), cu ocazia aniversării a 100 de ani a acelui teatru, pentru piesa Noć štakora (1968).[16]

## Scenarii de piese radiofonice
- Sestre Barsalli (1956)
- Krug bez točke (1957)
- Iz pepela feniksa (1958)
- Alkimonova jabuka (1962)
- Zrno do zrna, matek do mjeseca (1965)
- Voda (1968)
- Partija šaha (1969)
- Pohrana (2002)

## Scenarii de filme

### Filme de cinema și TV
- Deveti krug⁠(d) (1960)
- Igre na skelama⁠(d) (1961)
- Taj dugi, dugi put (1965)
- Moj dragi dobrotvore (1970)
- Harmonika (1970)
- Nocturno⁠(d) (1974)
- Proljeće Janka Potlačeka (1988)
- Kanarinčeva ljubovca (1988)

### Seriale
- Đavolje sjeme (1979)
- Nepokoren grad (1980)
- Dosije (1986)